# زبان سومری
زبان سومِری زبان سومر باستان در منطقهٔ میان‌رودان جنوبی (بخشی از عراق کنونی) بود.
زبان سومری زبانی تک‌خانواده بوده است، بدین معنی که با هیچ زبان دیگری بستگی یا هم‌ریشگی ندارد.
سومری از هزارهٔ چهارم پیش از میلاد به عنوان زبان گفتاری به‌کار می‌رفت تا این‌که در اوایل هزارهٔ دوم پ.م. رفته‌رفته زبان اکدی که از خانواده زبان‌های سامی است، به عنوان زبان گفتاری جانشین آن شد. از نظر گونه شناختی این زبان با زبان‌های سامی فرق دارد.
با این حال، استفاده از سومری برای نوشتار (امور تشریفاتی و مذهبی) تا سدهٔ نخست ق.م. ادامه یافت. از آن پس تا سدهٔ ۱۹ میلادی و کشف رمز به دست زبانشناسان و دانشمندان غربی این زبان و یادگار آن به دست فراموشی سپرده شد. روابط دستوری در این زبان با «وند» هایی که به فعل اضافه می‌شوند تعیین می‌گردد و قیدها نیز به صورت «پی‌بست» در جمله می‌آیند. این پی‌بست‌ها به وسیلهٔ پیشوندهای متصل به فعل ارجاع داده می‌شوند. همچنین روابط دستوری در این زبان، کُنایی (ارگاتیو) و گسسته است و از این جهت، در ساختارهای کنایی بهترین بازدهی را دارد و در ساختارهای فاعلی-مفعولی بازدهی کمتری دارد.

## مراحل
تاریخ سومری مکتوب را می‌توان به چند دوره تقسیم کرد:
- سومری باستانی – ق. ۲۹۰۰ قبل از میلاد تا حدود ۲۶۰۰ قبل از میلاد
- سومری قدیمی یا کلاسیک - ج. ۲۶۰۰ قبل از میلاد تا قرن ۲۱۰۰ قبل از میلاد
- نو سومری – ج. ۲۱۰۰ قبل از میلاد تا قرن ۱۷۰۰ قبل از میلاد
- پسا سومری – پس از پ. ۱۷۰۰ پیش از میلاد

سومری باستانی نخستین مرحله کتیبه‌های با محتوای زبانی است که از دوره سلسله اولیه از حدود ۲۹۰۰ پیش از میلاد تا ۲۶۰۰ پیش از میلاد به مدت سیصد سال آغاز می‌شود. این دوره پس از پیشا ادبی، که تقریباً از ۳۳۰۰ پیش از میلاد تا ۲۹۰۰ پیش از میلاد را در بر می‌گیرد، می‌شود.
اصطلاح «پسا سومری» به معنای زمانی است که این زبان قبلاً منقرض شده بود و توسط بین‌النهرینی‌ها تنها به عنوان یک زبان مذهبی و کلاسیک برای اهداف مذهبی، هنری و علمی حفظ شده بود. تاریخ انقراض به‌طور سنتی تقریباً به پایان سلسله سوم اور، آخرین ایالت عمدتا سومری در بین‌النهرین، در حدود ۲۰۰۰ پیش از میلاد می‌رسد. با این حال، این تاریخ بسیار تقریبی است، زیرا بسیاری از محققان ادعا کرده‌اند که سومری قبلاً در اوایل سده مرده یا در حال مرگ بوده است یعنی ۲۱۰۰ پیش از میلاد، در آغاز دوره اور سوم و دیگران باور دارند که سومری به عنوان یک زبان گفتاری در بخش کوچکی از بین‌النهرین جنوبی (نیپور و پیرامون آن) تا اواخر ۱۷۰۰ پیش از میلاد ادامه داشته. وضعیت زبان سومری میان سال‌های ۲۰۰۰ تا ۱۷۰۰ پیش از میلاد هر چه باشد، از آن زمان است که شمار بسیاری از متون ادبی و فهرست‌های واژگانی دوزبانه سومری-اکدی، به‌ویژه از مکتب کتاب‌نویس نیپور باقی مانده است. اسناد مکتب سومری از سلسله دریایی در تل خیبر در جنوب عراق یافت شد که برخی از آنها حاوی نام‌های سالی از دوران سلطنت پادشاهی با نام تاج و تخت سومری Aya-dara-galama است.

## دسته‌بندی
سومری امروزه یک زبان ایزوله محسوب می‌شود. سومری زبانی پیوندی است و از زمان رمزگشایی آن موضوع وابستگی زبان سومری به طیف گسترده‌ای از زبان‌های پیوندی و غیرپیوندی دیگر بسیار بحث‌برانگیز بوده است؛ ولی به‌طورکلی پذیرفته شده است که زبانی جدا از دیگر زبان‌ها بوده است. سومری، به‌عنوان کهن‌ترین زبان نوشتاری، اعتبار ویژه‌ای دارد و به همین دلیل گاهی یک پیش‌زمینهٔ ملی و ناسیونالیستی و لذت اثبات دارد که به‌دلیل اثبات‌ناپذیری تقریباً درمیان زبان‌شناسان هیچ پشتوانه‌ای ندارد. برخی از خانواده زبان‌هایی که جهت خویشاوندی با سومری تاکنون مطرح شده‌اند:
- زبان‌های نوستراتیک (آلن بومهرد[۲۲])
- زبان‌های دره-قفقازی (جان بنگستون[۲۳])
- زبان‌های تبتی-برمه‌ای (جان براون[۲۴])
- زبان‌های کارتولی[۲۵][۲۶] (نیکولاس مر)
- زبان‌های موندا (دیاکونوف)[۲۷]
- زبان‌های اورالیک[۲۸](سیمو پارپولا)[۲۸][۲۹][۳۰][۳۱][۳۲]
- زبان باسکی آلکسی ساهالا[۳۲]
- زبان دراویدی[۳۲]

همچنین پیشنهاد شده که سومری از کریول اواخر دوران پارینه سنگی ریشه گرفته است.
فرضیهٔ گسترده‌تری نیز وجود دارد که یک زبان نیاهندواروپایی پیش از سومری در میان‌رودان وجود داشته و برروی سومری تأثیرگذار بوده است.

## تاریخ‌شناسی

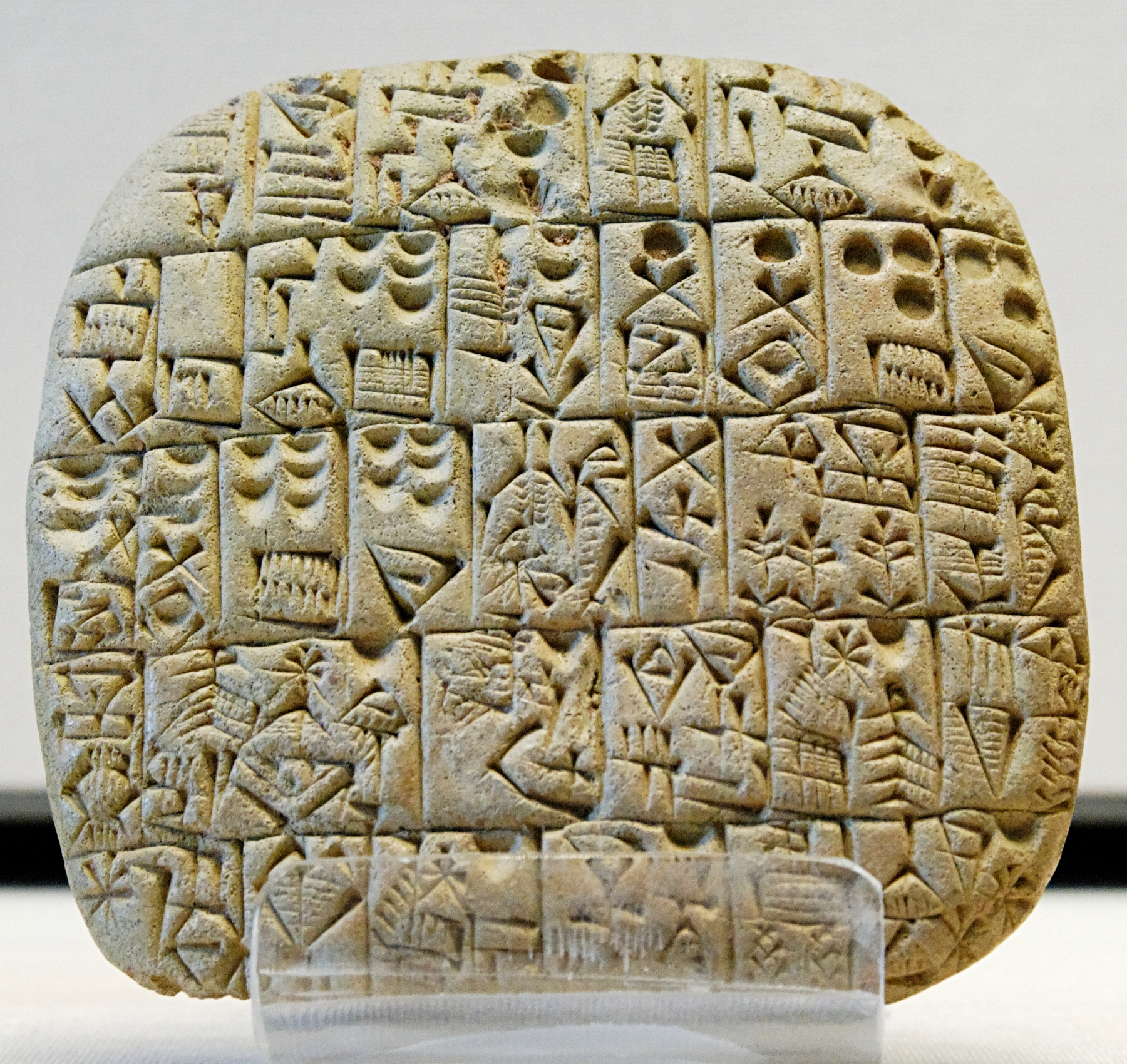
یک لوح سنگی به زبان سومری

کلید خواندن خطوط میخی لوگوسیلابلی از سنگ‌نبشه بیستون به دست آمد، یک سنگ‌نبشته سه‌زبانه میخی که به زبان‌های فارسی باستان، ایلامی، و اکدی نوشته شده است. (به شیوه‌ای مشابه، کلید فهم هیروگلیف‌های مصری از سنگ روزتای دوزبانه و رونوشت [یا آوانوشت؟] ژان-فرانسوا شامپولیون در ۱۸۸۲ میلادی به دست آمد)

## نمونه زبان
آغاز کتیبه انتمنای لاگاش
خود جمله‌ها:
I.1-7: den-lil2 lugal kur-kur-ra ab-ba dingir-dingir-re2-ne-ke4 inim gi-na-ni-ta dnin-ĝir2-su dšara2-bi ki e-ne-sur

8-12: me-silim lugal kiški-ke4 inim dištaran-na-ta eš2 GAN2 be2-ra ki-ba na bi2-ru2

13-17: uš ensi2 ummaki-ke4 nam inim-ma diri-diri-še3 e-ak

18-19: na-ru2-a-bi i3-pad

20-21: eden lagaški-še3 i3-ĝen

22-27: dnin-ĝir2-su ur-sag den-lil2-la2-ke4 inim si-sa2-ni-ta ummaki-da dam-ḫa-ra e-da-ak

28-29: inim den-lil2-la2-ta sa šu4 gal bi2-šu4

30-31: SAḪAR.DU6.TAKA4-bi eden-na ki ba-ni-us2-us2

32-42: e2-an-na-tum2 ensi2 lagaški pa-bil3-ga en-mete-na ensi2 lagaški-ka-ke4 en-a2-kal-le ensi2 ummaki-da ki e-da-sur

II.1-3a: e-bi id2 nun-ta gu2-eden-na-še3 ib2-ta-ni-ed2

3b: GAN2 dnin-ĝir2-su-ka 180 30 1/2 eš2 niĝ2-ra2 a2 ummaki-še3 mu-tak4

3c: GAN2 lugal nu-tuku i3-kux(DU)

4-5: e-ba na-ru2-a e-me-sar-sar

6-8: na-ru2-a me-silim-ma ki-bi bi2-gi4

9-10: eden ummaki-še3 nu-dab5

11-18: im-dub-ba dnin-ĝir2-su-ka nam-nun-da-ki-gar-ra bara2 den-lil2-la2 bara2 dnin-ḫur-sag-ka bara2 dnin-ĝir2-su-ka bara2 dutu bi2-du3
ترجمه:
I.1-7:انلیل پادشاه تمام سرزمین‌ها، پدر همه خدایان، با فرمان استوار خویش، مرز بین نینگیرسو و شارا را ثابت نمود.
۸–۱۲:مسلیم شاه کیش، به دستور ایشتاران، این زمین را اندازه می‌گیرد و یک سنگ (مرز) در اینجا بنا می‌کند.
۱۳–۱۷:اوش، فرمانروای اوما، مغرورانه عمل کرد.
۱۸–۱۹:او از سنگ (مرز) تجاوز کرد
۲۰–۲۱:و به سمت دشت لاگاش رژه رفتند.
۲۲–۲۷:نینگیرسو، جنگجوی انلیل، در دستور عادلانه خود، با اوما جنگ کرد.
۲۸–۲۹:به دستور انلیل او میدان نبرد خویش را به بیشتر از این گسترش داد.
۳۰–۳۱:و انباشته شد تپه‌های تدفین برای این در دشت
۳۲–۴۲:اناتوم فرمانده لاگاش، عموی انتمنا، فرمانده لاگاش، مرز را با انکاله ثابت کرد، فرمانده اوما.
II.1-3a:کانال (مرز) را از کانال نن به گودنا گسترش داد.

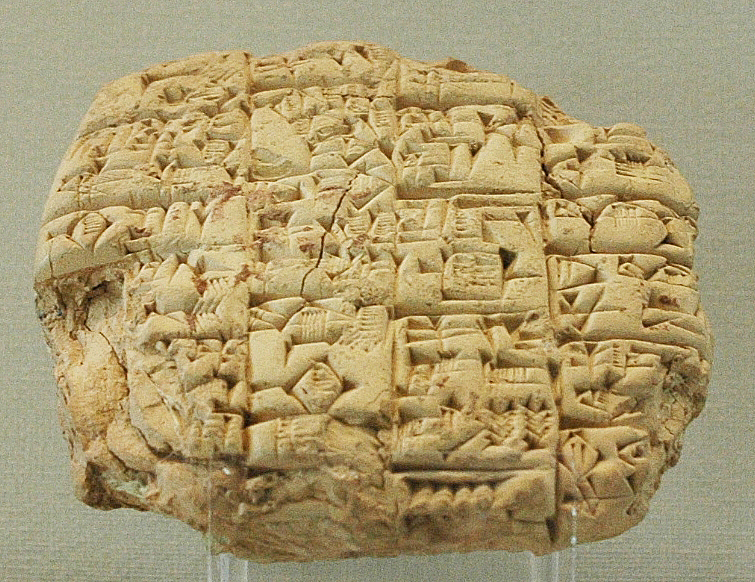
نامه فرستاده شده توسط راهب اعظم لوانا به شاه لاگاش (شاید اواکاگینا) اطلاعاتی از مرگ پسرش در جنگ در ۲۴۰۰ سال پیش از میلاد یافت شده در تلوح (گیرسو باستان)

3b: و ۱۲۹۰ متر از از جبهه نیگورسو به سمت اوما رفت.
3c:و آن را به عنوان یک منطقه بی صاحب بنیان گذاشت.
۴–۵:در کانال او سنگ (مرز جدید) محاط کرد.
۶–۸:او تعمیر کرد سنگ (مرز) را در مسیلیم.
۹–۱۰:او از دشت اوما رد نشد.
۱۱–۱۸:در کناره نینگیرسو او، او زیارتگاهی برای انلی ساخت، یک زیارتگاه نینهورساگ، یک زیارگاه نینگیرسو و یک زیارتگاه اوت.

## برخی واژه‌ها
فهرست برخی از واژه‌های سومری:
| سومری                                | پارسی                   |  |
| ------------------------------------ | ----------------------- |  |
| Aš                                   | یک                      |  |
| Mìn                                  | دو                      |  |
| Eš                                   | سه                      |  |
| limmu                                | چهار                    |  |
| Ía/í                                 | پنج                     |  |
| (aš, 'یک' + ía, 'پنج') Íaš           | شش                      |  |
| (min, 'دو'+ ía/í, 'پنج') Imin        | هفت                     |  |
| ussu                                 | هشت                     |  |
| (limmu, 'چهار' + ía/í, 'پنج') Ilimmu | نه                      |  |
| þà, þù, a, u اغلب u نوشته می‌شود      | ده                      |  |
| niš                                  | بیست                    |  |
| pab, pap, pa                         | پدر، برادر، مرد یا رئیس |  |
| rìg                                  | اسلحه                   |  |
| me-na-àm                             | چه وقتی؟                |  |
| me-šè                                | کجا                     |  |
| àm                                   | چه؟ کدام؟ کی؟ چه کسی؟   |  |
| nu٬na                                | نه، خیر (علامت منفی)    |  |
| ku, kua                              | ماهی                    |  |
| ú                                    | غذا                     |  |
| a                                    | آب                      |  |
| mu                                   | سال                     |  |
| ta-àm                                | این چیست؟ (جمله سؤالی)  |  |
| ge                                   | دختر                    |  |
| géme                                 | زن                      |  |
| kuš                                  | پسر                     |  |
| nita                                 | مرد                     |  |
| nu                                   | آتش                     |  |
| li                                   | درخشیدن                 |  |
| erim, érin, éren                     | سرباز                   |  |
| kug, kù                              | مقدس                    |  |
| en                                   | آقا                     |  |
| áb                                   | گاو                     |  |
| ñiš, ñeš                             | چوب                     |  |
| da , áþi, aþ, á                      | بازو                    |  |
| šilig, silig                         | ایست، توقف              |  |
| gal, ñal                             | بزرگ                    |  |
| inch ,ISH                            | مکان، محل               |  |